# Encarsia aethiopica
Encarsia aethiopica är en stekelart som beskrevs av Gennaro Viggiani 1989. Encarsia aethiopica ingår i släktet Encarsia och familjen växtlussteklar.
Artens utbredningsområde är Etiopien. Inga underarter finns listade i Catalogue of Life.